# Nationaal park Gutulia
Nationaal park Gutulia (Noors: Gutulia nasjonalpark) is een nationaal park in het noordoosten van Innlandet in Noorwegen, dicht bij de grens met Zweden en het Nationaal park Femundsmarka. Het park werd opgericht in 1968 en is met zijn 23 vierkante kilometer het kleinste nationaal park van Noorwegen. Het nationaal park bestaat uit oerbos (berk, spar en den) en fjell rond de Gutulivola (949 m) ten oosten van het Gutulisjøen-meer. In het park leven onder andere eland, ree, vos, bever, otter, boommarter, keep, boompieper, fitis.